# WeMo Scooter
WeMo Scooter 是臺灣首家共享機車品牌，WeMo名稱源於We Motor（我們的機車），該公司提供電動機車即時租借服務，機車含印有WeMo Logo 樣式的一頂3/4及一頂1/2的安全帽、拋棄式衛生頭套及USB充電孔。目前可使用信用卡（含簽帳金融卡）、WeMo錢包（可利用街口支付、ATM轉帳）、Apple Pay、LINE Pay 及全盈+PAY進行付款。
截至2025年7月，目前WeMo Scooter有在當地提供車輛租借服務的地區(不限類型)：
- 基隆市：仁愛
- 台北市：全區
- 新北市：淡水、蘆洲、三重、新莊、土城、板橋、中和、永和、新店
- 桃園市：桃園、中壢、大園
- 新竹地區：新竹市、竹北
- 苗栗縣：苗栗、竹南、後龍
- 台中市：台中市區、北屯、西屯、南屯、大里、太平、烏日、龍井
- 彰化縣：彰化、員林
- 雲林縣：斗六、虎尾
- 嘉義地區：嘉義市、太保
- 台南市：台南市區、安平、永康、歸仁
- 高雄市：鼓山、鹽埕、前金、前鎮、苓雅、鳳山、三民、左營、新興
- 屏東縣：屏東、恆春
- 宜蘭縣：宜蘭、羅東、礁溪
- 花蓮縣：花蓮
- 台東縣：台東、綠島
- 澎湖縣：馬公

## 營運範圍
WeMo Scooter目前提供路邊租借及站點租借兩種型態，開放服務區域略有不同。

### 路邊租借：
營運範圍請以官方公告與 WeMo APP的地圖顯示為主，灰色遮罩區域並無開放。
可騎到營運範圍外，但請注意電量並騎回範圍內才可還車，亦可至官方提供站點還車，各區車輛不可跨營運區租還。
截至2025年7月，目前有被路邊租借營運範圍涵蓋到的行政區：
- 台北市：全區
- 新北市：淡水、蘆洲、三重、新莊、土城、板橋、中和、永和、新店
- 台中市：台中市區、北屯、西屯、南屯、大里、太平、烏日、龍井
- 台南市：台南市區、安平、永康、歸仁
- 高雄市：鼓山、鹽埕、前金、前鎮、苓雅、鳳山、三民、左營、新興

### 站點租借：
營運站點請以官方公告與 WeMo APP的地圖顯示為主，站點反灰表示該站目前為非營業時間）。
可騎到營運範圍外，但請注意電量並騎回範圍內才可還車，若該區域未開放路邊租借服務，則還車時車輛必需騎回原租借站點歸還。
截至2025年7月，共開放28站，目前有被營運範圍涵蓋到的交通站點或地區：
- 高鐵車站：桃園、新竹、苗栗、雲林、嘉義
- 台鐵車站：基隆、桃園、內壢、新竹、苗栗、竹南、彰化、員林、斗六、嘉義、屏東、宜蘭、羅東、礁溪、花蓮、台東
- 客運轉運站：埔里、恆春
- 一般站點：新竹、烏日、花蓮、澎湖、綠島

## 發展歷史

### 路邊租借
- 2016年
  - 10月7日，WeMo Scooter於臺北市大安區、信義區、中正區開始試營運[1]。
- 2017年
  - 2月23日，成為臺北市政府「3U[註 1]」計畫的一員[3]。
  - 3月10日，擴大營運區域至臺北市中山區、松山區、大同區、萬華區[4]。
  - 9月11日，擴大營運區域至臺北市內湖區[5]。
  - 9月25日，擴大營運區域至臺北市南港區[6]。
  - 10月11日，擴大營運區域至臺北市士林區[7]。
  - 10月13日，WeMo營運一週年，宣布與畫家幾米合作推出新版插畫車款及安全帽[8][9]。
- 2018年
  - 10月25日，WeMo營運兩週年，擴大營運區域至臺北市北投區、文山區，自此台北市全行政區皆有營運服務涵蓋[10]。
- 2019年
  - 4月29日，擴大營運區域至新北市新店區、板橋區[11]。
  - 7月24日，擴大營運區域至新北市中和區[12]。
  - 8月15日，擴大營運區域至新北市永和區[13]。
  - 10月21日，擴大營運區域至新北市三重區[14]，並擴大營運區域至高雄市楠梓區、左營區、前鎮加工出口區等區域[15]。
  - 11月11日，在新北市淡水區試營運[16]。
  - 11月25日，擴大營運區域至新北市蘆洲區[17]。
  - 12月16日，擴大營運區域至新北市新莊區[18]，並擴大淡水區、板橋區營運區域。
- 2020年
  - 1月14日，擴大營運區域至高雄市鼓山區和三民區 。
  - 3月20日，擴大營運區域至高雄市鹽埕區。
  - 4月21日，擴大營運區域至高雄市苓雅區。
  - 8月12日，擴大營運區域，範圍包括高雄市三民區高雄科技大學及前鎮區統一夢時代、高雄軟體園區等。
  - 9月2日，裁撤營運區域，範圍包括高雄市前鎮加工出口區。
  - 11月8日，擴大營運區域至新北市土城區、汐止區。
- 2021年
  - 1月1日，縮減營運區域，範圍包括高雄市楠梓區土庫區域，並擴大營運區域至楠梓區高雄大學區域。
  - 1月14日，縮減營運區域，範圍包括台北市南港區南港經貿園區東半部區域。
  - 1月18日，擴大部分營運區域，範圍包括高雄市三民區悅誠廣場、鳳山區衛武營、前鎮區籬仔內等。
  - 10月1日，裁撤營運區域，範圍包括高雄市楠梓區、新北市汐止區，並縮減部分南新莊區營運區域。
- 2022年
  - 8月8日，擴大部分營運區域，範圍包括新莊區宏匯廣場、化成路周邊，中和區德光路周邊、雙和醫院，板橋區江翠重劃區、浮洲社會住宅，新店區中央新村，高雄市左營區果貿社區等。並縮減部分營運區域，範圍包括三重區頂文路以北區域。
  - 8月16日，推出新品牌WeMo RenTour，與傳統租車行合作，透過Wemo App即可租借兩輪與四輪電動運具，首站金門縣。
- 2024年
  - 3月28日，第二代車款-WeMo Fly上線。
  - 8月26日，擴大營運區域至台中市市區、北屯區、西屯區、南屯區、烏日區高鐵台中站、龍井區東海商圈等。
  - 9月14日，擴大營運區域至台南市市區、安平區。
  - 11月30日，日租包車服務上線。
- 2025年
  - 7月10日，北中南多地擴大營運區域，範圍包括以下區域：
    - 台北市：南港區中研院
    - 新北市：新莊區南新莊部分區域
    - 台中市：東區、太平區及北屯區旱溪以東74快速道路以西區域、北屯區廍子及軍功寮等區域、大里區
    - 台南市：南區鹽埕、東區後甲、虎尾寮及台南市立醫院周邊、永康區南工社、精忠二村及大灣地區、歸仁區台南高鐵站等

### 站點租借
- 2024年
  - 8月26日，推出「環島縱貫線」計畫，新增同站租還站點，首批開放17站，包括以下站點：
    - 高鐵站：桃園、新竹、苗栗、雲林、嘉義
    - 火車站：基隆、桃園、新竹、苗栗、員林、斗六、嘉義、屏東、羅東、花蓮、台東
    - 一般站：花蓮
- 2025年
  - 7月10日，新增同站租還站點，第二批開放8站，包括內壢、竹南、宜蘭、礁溪火車站等，以及埔里、恆春轉運站等；同時首度進軍離島，開放澎湖、綠島兩站。

## 未來預定開放的區域或站點
截至2025年7月，未來預定開放的區域或站點：
- 路邊租借：八里。
- 站點租借：
  - 高鐵車站：彰化
  - 台鐵車站：瑞芳、鶯歌、中壢、池上
  - 客運轉運站：目前暫無
  - 一般站點：鹿港、小琉球

## 車型
WeMo車輛有兩種車型，第一代車型為 KYMCO Candy 3.0，車輛內建GPS黑盒子可遠端監控車輛狀況、蒐集道路坑洞及淹水等數據，車頭並貼有RFID無線射頻辨識。車輛最高速度53km/h，極速可達67km/h（Power加力檔模式）。

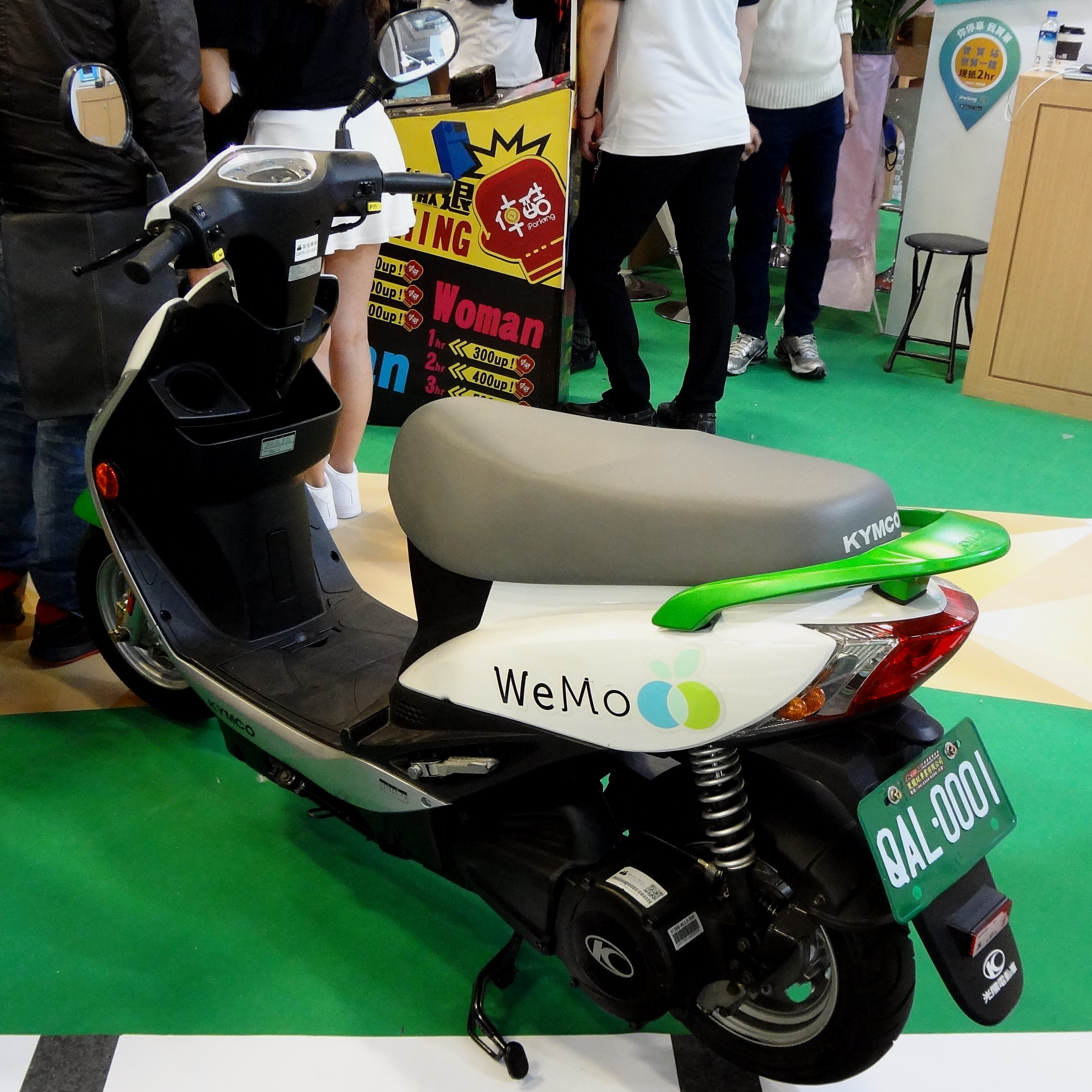
車尾
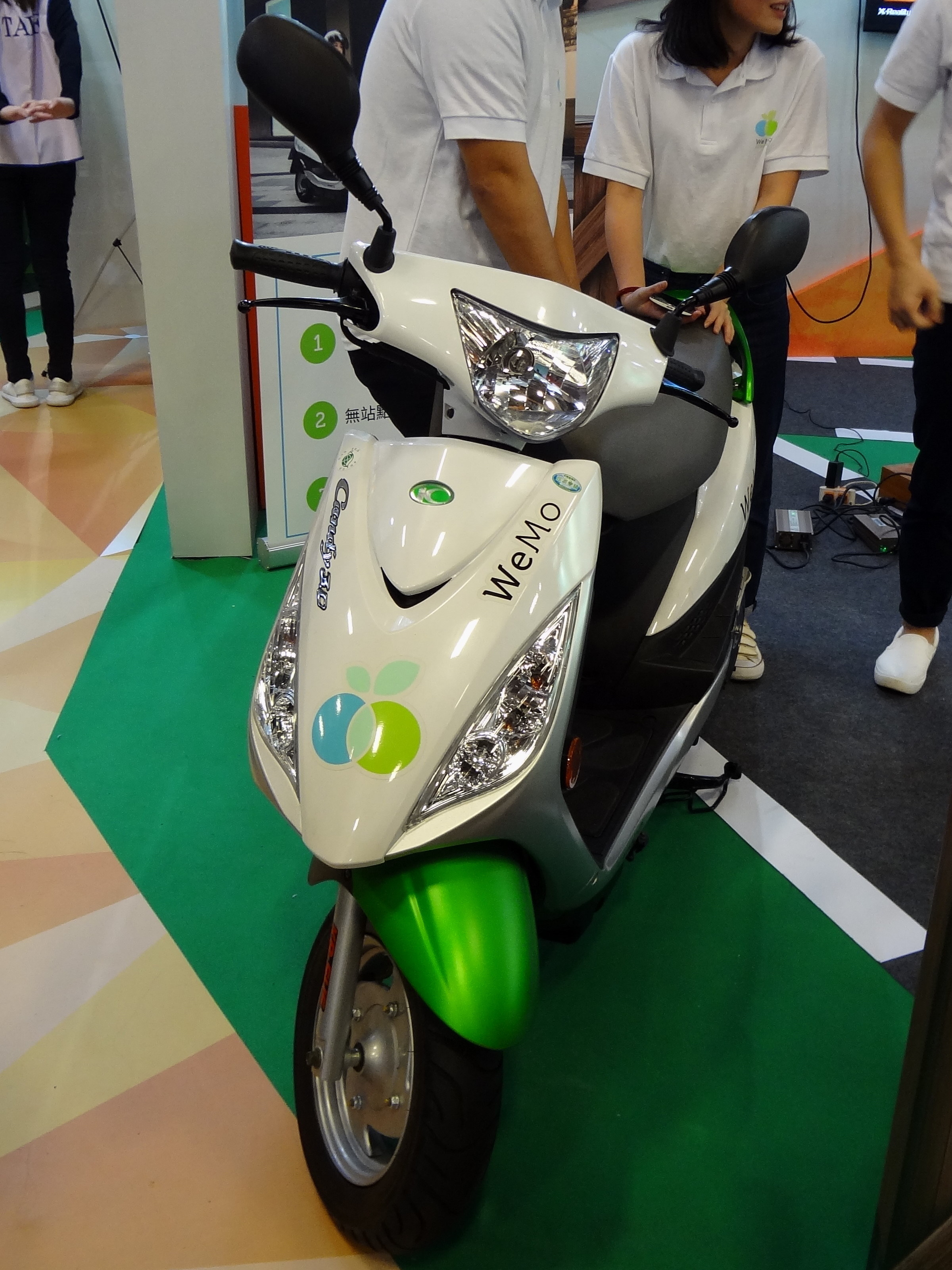
車頭
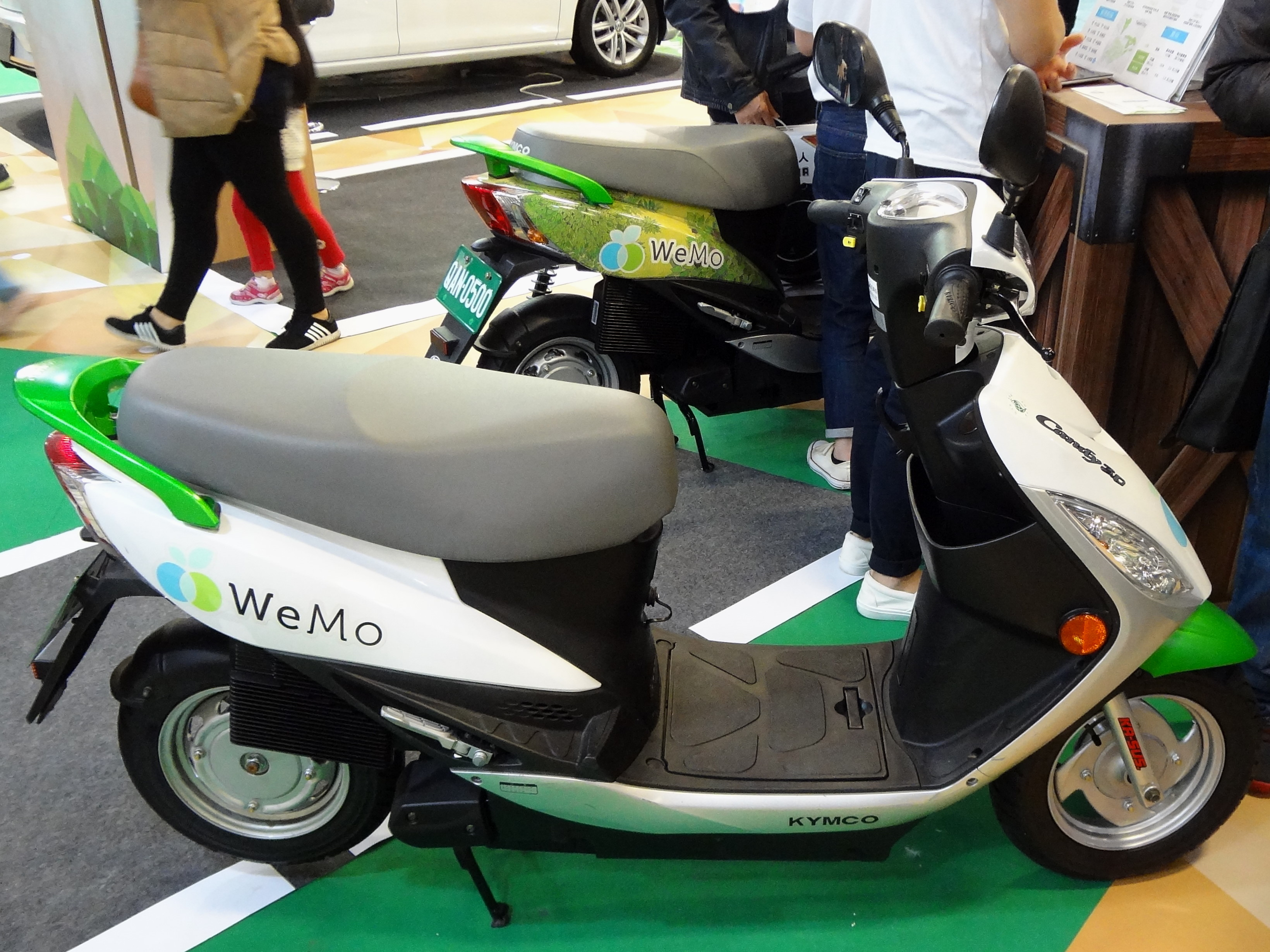
車身

第二代車型為 KYMCO i-One Fly (雙電池特規版)，車輛內建usb充電孔、可自行開啟車廂更換電池。最高車速74km/h、0~50km/h加速度 5.6秒。車輛續航力可達100~150km。

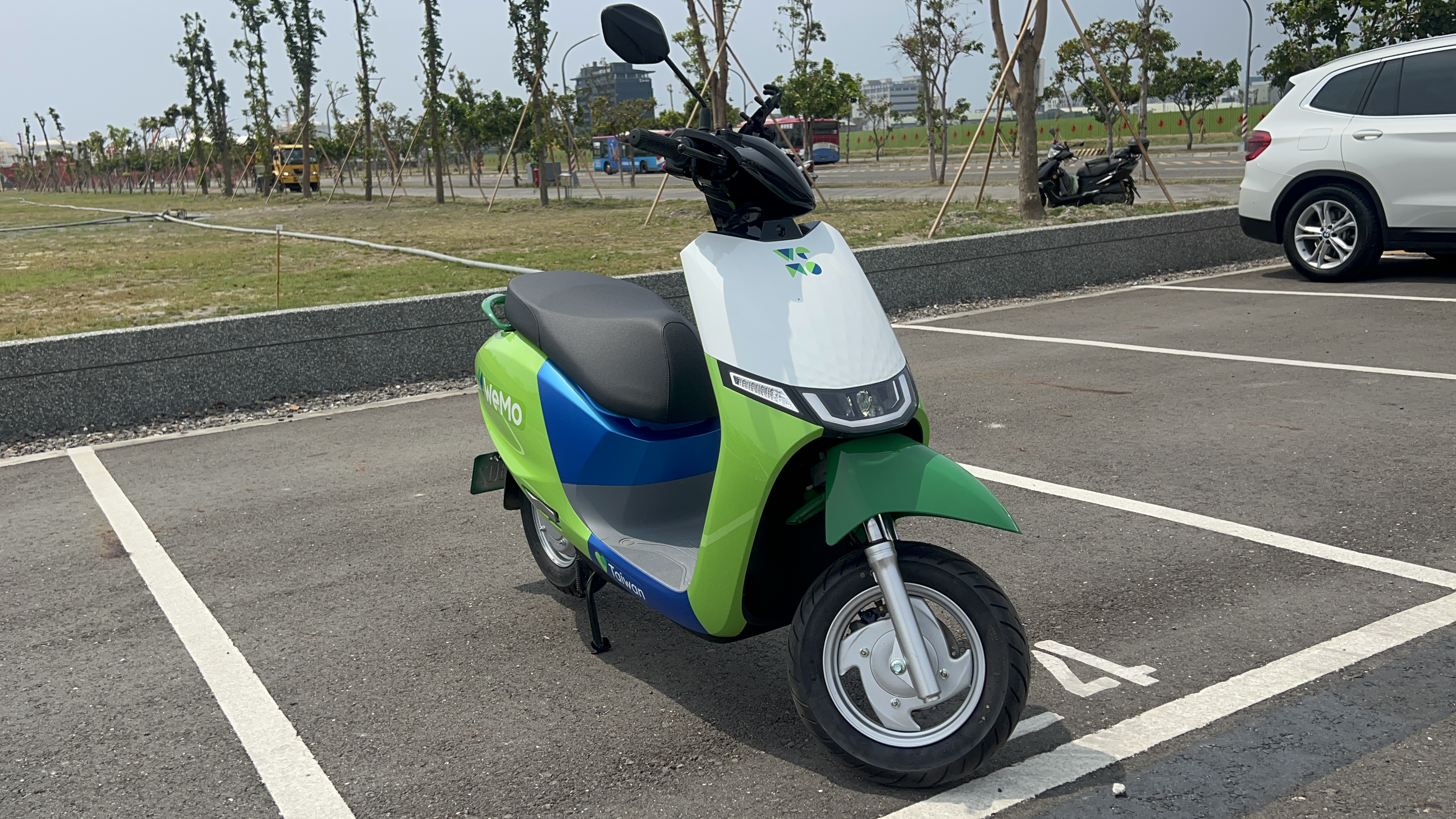
車頭
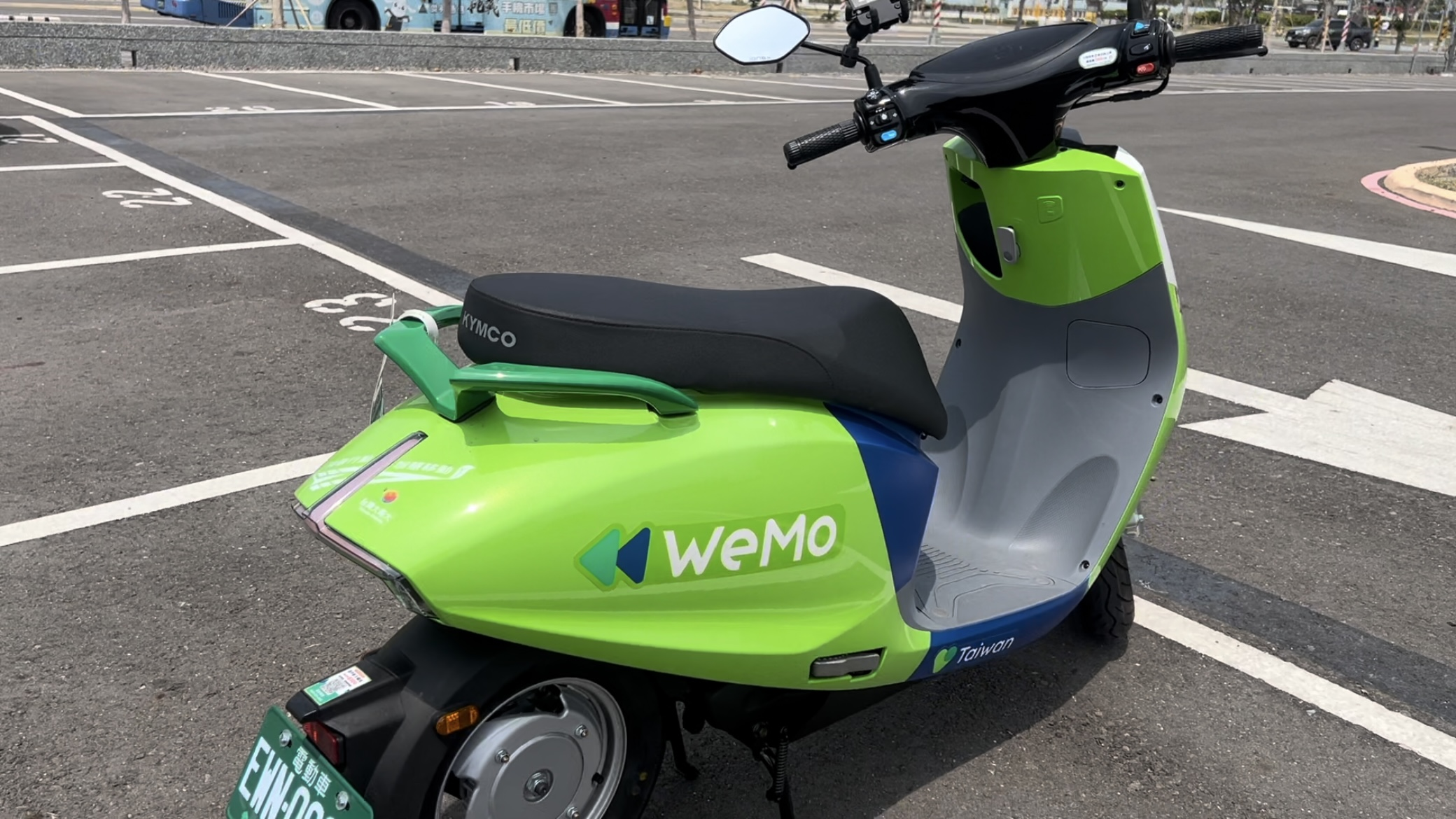
車身及車尾

## 收費方式
| 方案     | 基本收費 （六分鐘） | 每分鐘費率 （第七分鐘後） |
| -------- | ------------------- | ------------------------- |
| 一般用戶 | NT$18               | NT$3                      |

※ 註：時間計算以秒進位，金額小數點四捨五入。

### 無限騎方案
購買後可在時間內無趟次、無車輛數使用限制。
- 3小時無限騎：NT$150
- 6小時無限騎：NT$250
- 24小時無限騎：NT$350

※ 註：方案購買後立即計算時間。

## 外部連結
- WeMo Scooter 威摩科技 （页面存档备份，存于）（繁體中文）
- WeMo Scooter的Facebook專頁（繁體中文）